# 人和乡 (新余市)
人和乡，是中华人民共和国江西省新余市渝水区下辖的一个乡镇级行政单位。

## 行政区划
人和乡下辖以下地区：
味塘村、西村、田南村、观下村、朱家村、布里村、三山村、茂江村、辉江村、棣村、武郎村、丘宇村和穑诞村。